# Coenosia vittata
Coenosia vittata este o specie de muște din genul Coenosia, familia Muscidae, descrisă de Christian Rudolph Wilhelm Wiedemann în anul 1830. Conform Catalogue of Life specia Coenosia vittata nu are subspecii cunoscute.